# 稚狭王
稚狭王（わかさのおおきみ、生年不明 - 天武天皇7年（678年）9月）は、日本の飛鳥時代の皇族。672年の壬申の乱のとき倭京にいて、大伴吹負の指揮権奪取に遭い、大海人皇子（天武天皇）に従った。三位。

## 経歴
天武天皇元年（672年）6月に大海人皇子が挙兵すると、大友皇子（弘文天皇）は倭京（飛鳥の古い都）の留守司高坂王に軍を編成させた。このとき稚狭王も倭京にあってその仕事に携わっていたらしい。しかし、大海人皇子にくみした大伴吹負は、少数で乗り込んで敵軍の指揮権を奪取する計略を立てた。内応を得て軍を従わせた吹負は、穂積百足を殺し、穂積五百枝と物部日向を捕らえた。五百枝と日向は後に赦されて吹負の軍に加わった。高坂王と稚狭王も軍に従った。
天武天皇7年（678年）9月に三位で亡くなった。